# Gaston Ide
Pour les articles homonymes, voir Ide.
Gaston Ide est un architecte belge de la période Art déco qui fut actif à Bruxelles.
Il est connu pour avoir aménagé l'entrée et le foyer du théâtre du Vaudeville en style Art déco et pour avoir édifié le Cinéma Caméo, la Galerie Louise et le Cercle du Royal Étrier belge.

## Immeubles de style Art déco
- 1926 : transformation en style Art déco de l'entrée et du foyer du théâtre du Vaudeville, Galerie de la Reine n° 13-15[1],[2],[3];

- 1926 : Cinéma Caméo, rue du Fossé aux Loups 10-12[4],[2],[3],[5];

- 1929 : immeuble à appartements, rue Garibaldi 26[6];

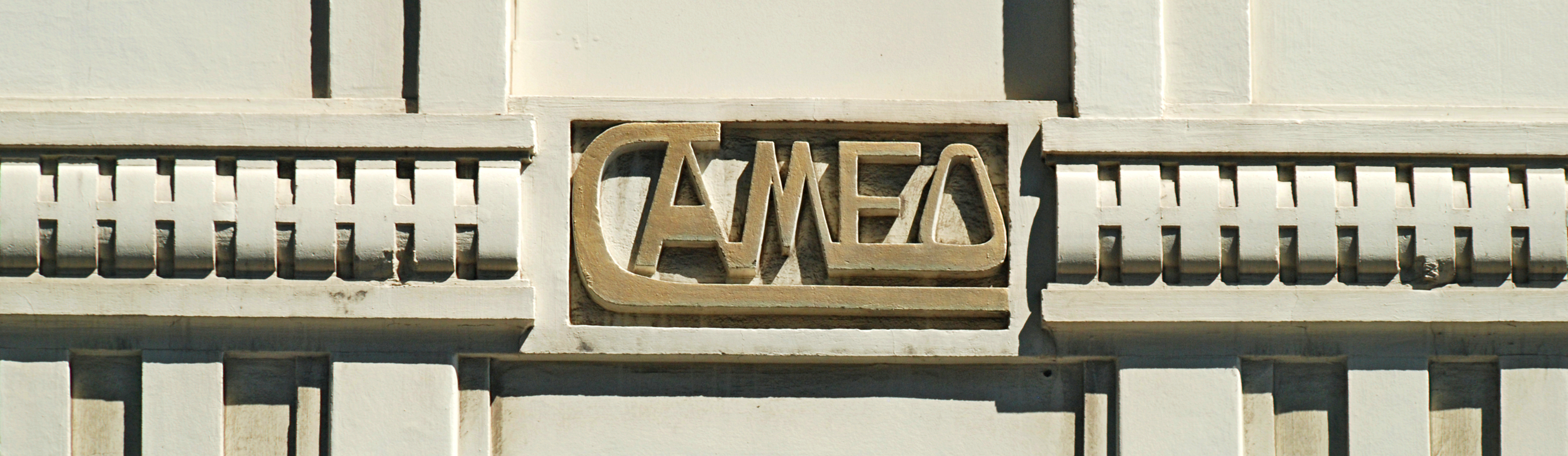
La frise ornée d'un cartouche portant le nom du cinéma Caméo.

- 1930 : rue de la Charité, 16[7].

## Immeubles de style éclectique
- 1912 : Immeuble, rue Jean Robie n°15[8]

- 1914 : rue de l'Abbaye, 56[9];

- 1916 : devanture commerciale en pierre bleue, chaussée de Forest, 96[10];

- 1924-1927 : rue Paul Lauters, 9[11];

- 1925 : Galerie Louise, avenue Louise, 32-46A[12];

- 1929-1930 : Cercle du Royal Étrier belge, champ du Vert Chasseur, 19-20 (style néo-Renaissance flamande et éclectisme)[13] (classé depuis 2008)[14].

Ancien cinéma Caméo (Art déco)
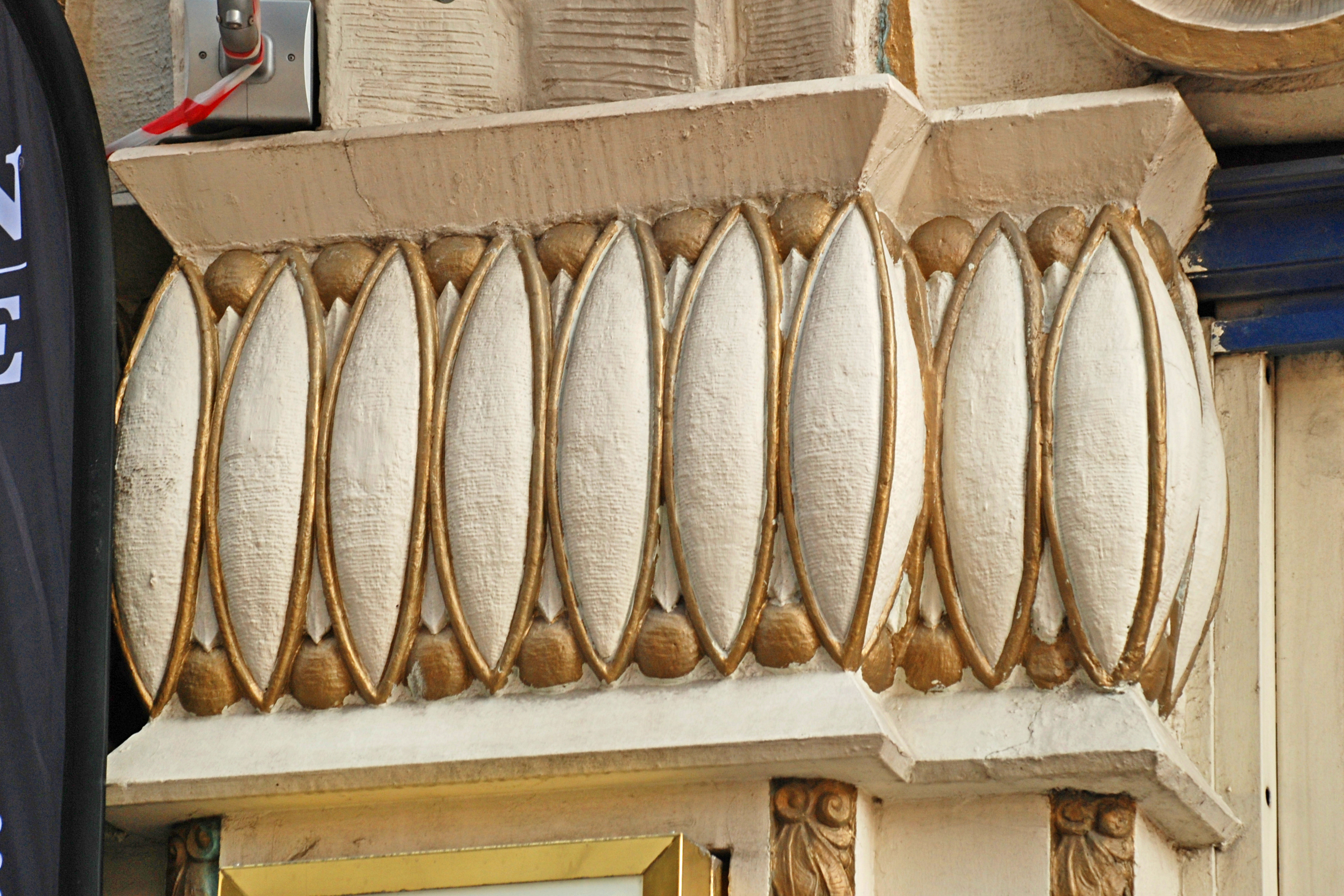
Ornementation.
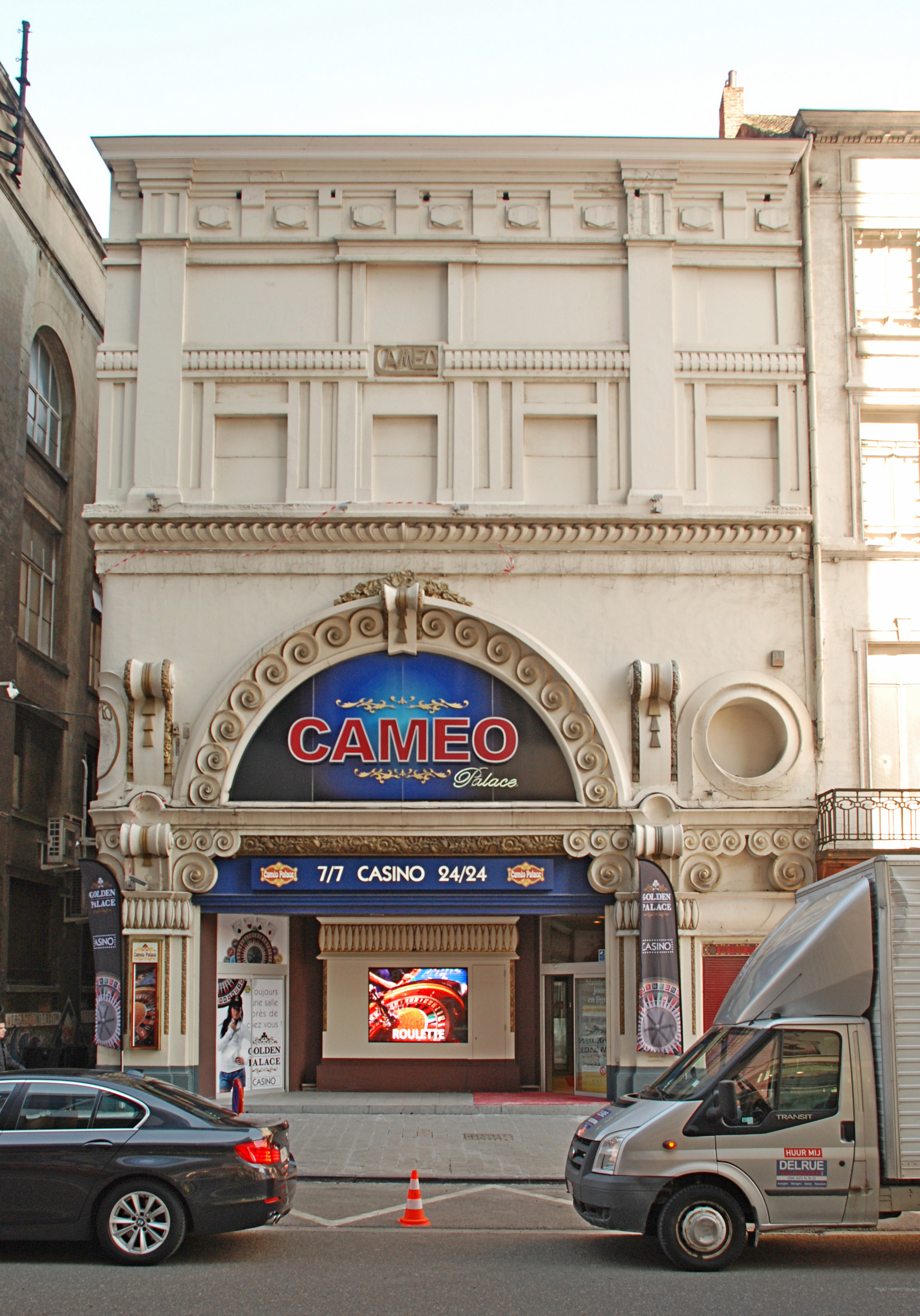
Façade.
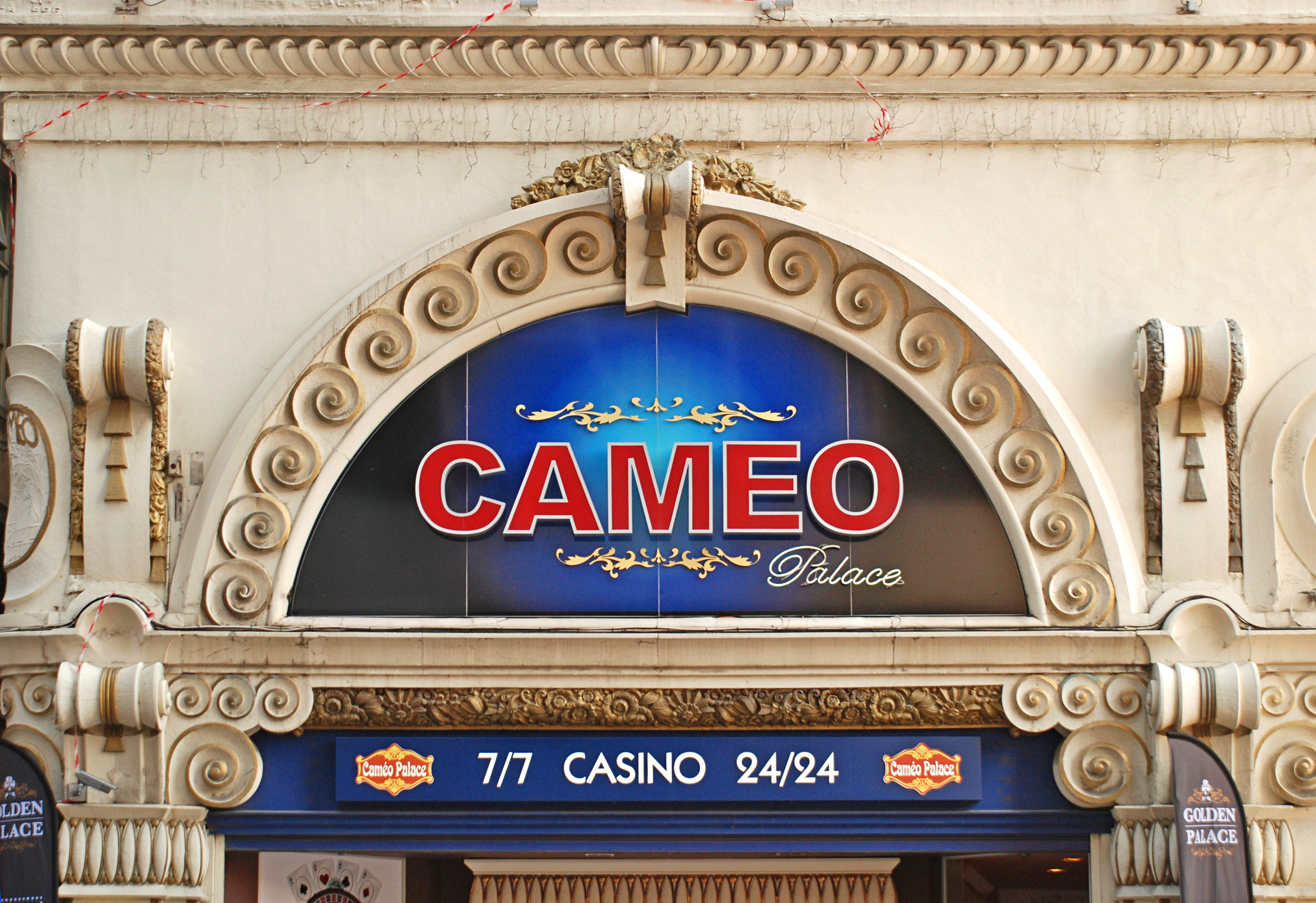
Tympan.